# No Come Down
No Come Down (engl.: kein Niedergang) ist eine Kompilation der englischen Rockband The Verve und ihre erste Veröffentlichung nach Aufnahme des The in den Bandnamen. Sie erschien am 17. Mai 1994 als Digipack bei Vernon Yard Recordings, New York.

## Beschreibung

### Album und Komposition
Auf dieser Zusammenstellung finden sich klassische B-Seiten, Live-Mitschnitte und Tracks seltener Sonderpressungen der Jahre 1992 bis 1994 von Verve. Stilistisch führt No Come Down das ins Extreme, was die The Verve EP und A Storm in Heaven vorgemacht haben: Sphärische Klangwelten, hypnotische Gesänge, perkussionistische Rhythmen, entrückte Untergrundstimmungen, denen hier neben dieser Psychedelia der beiden vorigen Veröffentlichungen auch jene folkhaft soulige Spiritualität der Wigan Demos (Bewerbungssongs der Band für Plattenvertrag) beiwohnt. Songs, denen man den Einfluss von Funkadelic und Spacemen 3 noch deutlich anhört.

### Gravity Grave beim Glastonbury '93
Besonderes Highlight der Kompilation ist der Konzertmitschnitt von „Gravity Grave“. Der Track wurde beim Glastonbury Festival 1993 aufgezeichnet und erschien auch auf dem Festivalsampler „In a Field of Their Own“.
Zu dem Zeitpunkt noch als Verve wurden der Band kurz vor Auftrittsbeginn die Instrumente gestohlen, so dass sie sich das Equipment kurzfristig zusammenborgen mussten. Der Song klingt deswegen besonders brachial und hart, da insbesondere der sensible Electro-Gitarrist Nick McCabe mit fremder Technik und natürlichem Feedback arbeiten musste.
Aber angetan von dem fremden, ungewohnten Sound und der Tatsache, dass dies ihr erstes Festival in einer solchen Größenordnung ist, war die Band selbst dermaßen elektrisiert, dass sie gar nicht mehr von der Bühne wollte. Als schließlich die Techniker symbolisierten, Strom und Licht einfach abzudrehen, beginnt Richard Ashcroft im improvisierten Outro von Gravity Grave auf Kulanz hin zu flehen: „We gotta go? One minute left, come on? Just one minute?“. Sie bekommen die Minute, McCabe und Jones drehen Gitarre und Bass noch mal richtig auf und Ashcroft darf noch mal fliegen. Die Aufnahme beinhaltet das flehende Betteln und schließlich die Begeisterung und die Verve (i. S. d. Begriffs) über die Minute, die die Band noch bekommt. Dabei erreicht der Song fast die Zehn-Minuten-Marke.

### Getting Certain
Nach dem Rechtsstreit mit Polygram Records und Deutsche Grammophon wegen der amerikanischen Label-Marke Verve musste die Band sich umbenennen und mit einer Sonderveröffentlichung den nicht gegebenen Bezug zum Label proklamieren. Die Klapppapphülle enthält einen entsprechenden Eintrag The Verve is not affiliated with the Verve record label. Der Name des Titels der Kompilation ist ein Ausdruck dafür, dass The Verve sich nicht unterkriegen lassen. Aber es sollte nicht der letzte Rechtsstreit in der Bandgeschichte sein. Im Übrigen trug der Titelsong No Come Down auf den Demos noch den Namen Verve Are Rising.

## Auskopplungen
- Blue (USA-Mix, US:1994) im Rahmen der Lollapalooza-Tour durch die USA neugemixt und wiederveröffentlicht

## Titelliste
1. No Come Down (03:14) – veröffentlicht auf „Blue“, 1993
2. Blue (03:15) – USA-Mix veröffentlicht als „Blue (US)“, 1994
3. Make It Till Monday (02:44) – Akustikversion veröffentlicht auf „Slide Away“, 1993
4. Butterfly (07:36) – Akustik-Version des 1993er-Songs auf „A Storm In Heaven“
5. Where The Geese Go (03:12) – veröffentlicht auf „Blue“, 1993
6. 6 O’Clock (04:29) – veröffentlicht auf „Blue (US)“, 1994
7. One Way To Go (07:16) – veröffentlicht auf „All In The Mind“, 1992
8. Gravity Grave (09:22) – live vom Glastonbury Festival, 1993
9. Twilight (03:01) – veröffentlicht auf „Blue“, 1993